# Charles Graner
Charles A. Graner Jr, né le 10 novembre 1968 à Pittsburgh, est un militaire américain, membre de l'Armée des États-Unis de réserve, qui a été reconnu coupable d'abus de prisonniers en relation avec le scandale d'Abou Ghraib (2003-2004). 
Graner, avec d'autres soldats de son unité, a été accusé d'avoir permis et infligé des sévices sexuels, physiques et psychologiques à des Irakiens prisonniers de guerre dans la prison d'Abou Ghraib, à Bagdad, au cours de l'occupation de l'Irak par les États-Unis.

## Condamnation
En 1998, un prisonnier a accusé Graner et trois autres gardes d'avoir enfoui une lame de rasoir dans sa nourriture, faisant saigner sa bouche quand il l'a mangée. Le prisonnier a accusé les gardes d'avoir d'abord ignoré ses appels à l'aide, puis de l'avoir battu et frappé à coups de pied quand ils l'ont emmené à l'infirmerie. Graner a été accusé de lui avoir dit : « Tais-toi, nègre, avant qu'on te tue. »
Son avocat, Guy Womack, ainsi que sa mère, Irma Graner, ont déclaré que Charles Graner et les six autres gardes condamnés dans cette affaire avaient fait figure de « boucs-émissaires » pour ne pas impliquer leur hiérarchie.
Condamné en janvier 2005 à 10 ans de prison (avec rétrogradation au rang de simple soldat et perte de sa pension et autres avantages militaires), Graner a été libéré durant l'été 2011 après six ans et demi d'incarcération. Il a depuis refusé toute demande d'entretien.